# Aphanelytrum procumbens
Aphanelytrum es un género monotípico de plantas herbáceas perteneciente a la familia de las poáceas. Su única especie: Aphanelytrum procumbens Hack., es originaria del oeste de América del Sur tropical en los Andes donde se encuentra en el bosque de montaña húmedo en Bolivia, Ecuador, Perú y Colombia. 

## Taxonomía
Aphanelytrum procumbens fue descrita por Eduard Hackel y publicado en Oesterreichische Botanische Zeitschrift 52: 13, text f. 1902.
Sinonimia
- Aphanelytrum decumbens Hack. ex Sodiro
- Brachyelytrum procumbens Hack.[2][3][4]